# Рурак, Константин Михайлович
Константи́н Миха́йлович Ру́рак (укр. Костянтин Михайлович Рурак; род. 9 апреля 1974, Челябинск) — украинский легкоатлет, тренер. Финалист Олимпийских игр 1996 (4х100), участник Олимпийских игр 2000 года. Чемпион Европы в эстафетном беге (2002), неоднократный чемпион Украины в беге на 100 и 200 м. Тренер бронзовых призёрок Олимпийских игр 2012 года в эстафете — Марии Ремень и Олеси Повх. Тренер серебряной и бронзовой призёрки Паралимпиады 2024 Оксаны Ботурчук и её спортсмена-ведущего Никиты Барабанова. Заслуженный мастер спорта Украины, Заслуженный тренер Украины, Заслуженный работник физической культуры и спорта Украины.

## Карьера
На Олимпийских играх 1996 года Константин участвовал в беге на 100 метров и в эстафете 4×100 метров. На 100 метрах он не смог пройти дальше четвертьфинала, а в эстафете вместе с Сергеем Осовичем, Олегом Крамаренко и Владиславом Дологодиным занял 4-е место.
На следующей Олимпиаде Рурак опять выступал в забегах на 100 метров, но вновь не смог преодолеть четвертьфинал.
После того как Константин не попал на Олимпиаду в Афинах, он завершил карьеру и стал тренером. Среди его учеников бронзовые призёры Олимпийских игр 2012 Олеся Повх и Мария Ремень. За успехи на Олимпиаде Константин Рурак в 2013 году был отмечен стипендией Президента Украины.
Награждён орденом «За заслуги» II степени (2024) за подготовку Оксаны Ботурчук и её спортсмена-ведущего Никиты Барабанова, завоевавших бронзовую и серебряную медали на Паралимпиаде-2024.

## Личная жизнь
Отец — Михаил Иванович Рурак, заслуженный тренер Украины.
Жена — Елена Рурак, участница Олимпиады в 1996 и 2000 годах в беге на 400 метров.